# الفردوس (الكويت)
الفردوس منطقة تابعة لمحافظة الفروانية في دولة الكويت. اسمها القديم عين بغزي وذالك نسبة لوجود عين مياه عذبة كانت بها. تاسست في سنة 1983وتتميز بكثرة المساجد فيها. تبلغ مساحتها 9 كم تقريبا.
مختار المنطقة هو هادي خلف سليمان العنزي (مختار منطقة الفردوس) وهو من غير اسم المنطقة من «عين بغزي» إلى منطقة «الفردوس»، عمل على نهضة المنطقة وايصال الخدمات العامة لها من زيادة عدد المراكز الصحيه والمدارس التعليمية لتناسب التنامي السكاني في المنطقة، وعمل علي رعاية وتشجيع الطلبة المتفوقين وحفظة القرأن.

## السكان
يبلغ عدد السكان 59964 نسمة وهم خليط من القبائل ونسبة قليلة من الحضر وحسب الاحصائية ان نسبة سكان المنطقة من الكويتيون أكثر من الوافدين وان فئة الذكور أكثر من الإناث[بحاجة لمصدر].

## المعالم الرئيسية
- مخفر شرطة الفردوس.
- مختارية الفردوس
- مبنى البلدية والتجارة.
- الجمعية وافرعها:

1. جمعية الفردوس التعاونية الرئيسية.
2. افرع الجمعية المنتشرين في كل قطعة وهم 1، 2، 3، 4، 5، 6، 7، 8، 9.
3. مجمع الافرع بقطعة 8.

- صالات الأفراح:

1. صالة افراح سعود القفيدي.
2. صالة افراح جمعية الفردوس.

- المستوصفات:

1. مستوسف الفردوس الشمالي.
2. مستوصف الفردوس الجنوبي التخصصي.

- المدارس التعليمية:

1. مدرسة نفيسة الابتدائية بنات
2. مدرسة أحمد الخميس الابتدائية للبنين.
3. مدرسة احمد عطية الاثري الابتدائية للبنين.
4. مدرسة أم البنين الابتدائية للبنات.
5. مدرسة الفردوس المتوسطة للبنات.
6. مدرسة الفردوس المتوسطة للبنين.
7. مدرسة ثانوية درة الهاشمية للبنات.
8. مدرسة عبد الله بن حذافة المتوسطة للبنين.
9. مدرسة ثانوية الصباح للبنين.
10. مدرسة ثانوية الفردوس للبنات.
11. روضة الفجر.
12. روضة الفردوس.
13. روضة الفيروز.
14. روضة الياسمين.

## المساجد
1. مسجد العلاء بن عقبه
2. مسجد مزيد عويس هادي المطيري
3. مسجد ضاحية الفردوس
4. مسجد الوطري
5. مسجد نعيم بن عبد الله
6. مسجد محمد عباد العدواني
7. مسجد احمد راشد محمود الرشيد
8. مسجد محمد مبارك المرشد
9. مسجد خميس حمد السبع
10. مسجد عيد الجسار
11. مسجد العكطري
12. مسجد شداد بن اوس
13. مسجد القفيضي
14. مسجد أبو أمامة الباهلي
15. مسجد خزيمة بن ثابت
16. مسجد ثوبان بن بحدر
17. مسجد عكرمة بن أبي جهل
18. مسجد قطعة 6
19. مسجد قطعة 6 آخر
20. مسجد مبارك سعد الزعبي
21. مسجد سلمه الاكوع
22. مسجد فالح حوفان الرشيدي

## أخرى
وأيضاً هناك الكثير من مطاعم الوجبات السريعة، ومنهم:
- ماكدونالدز، حيث أنه يقع في أول الفردوس واخر العارضية على الشارع الفاصل في منطقة الفردوس.
- برجر كنج، يقع بالقرب من جمعية الفردوس الرئيسية.
- بيتزا هت، يقع بالقرب من جمعية الفردوس الرئيسية.
- هارديز، يقع بالقرب من مخفر المنطقة.
- كـنتاكـي، يقع بالقرب من مخفر المنطقة.

وكذلك بعض المطاعم التقليدية الأخرى وفي أماكن مختلفة بالمنطقة.
ومن البنوك:
- بنك الخليج بنك برقان وبنك الاهلي المتحد

## ومن أهم شوارع المنطقة
1. شارع العلاء بن الجارود
2. شارع الفردوس
3. شارع إبراهيم بن الاغلب

## مكونات المنطقة
تتكون من 9 قطع 8 قطع بيوت دخل محدود وقطعة قسائم